# Maria Restytuta Kafka
Maria Restytuta Kafka (ur. 1 maja 1894 w Husovicach k. Brna, zm. 30 marca 1943 w Wiedniu) – czeska zakonnica (SFCC) i pielęgniarka, dziewica, męczennica chrześcijańska, błogosławiona Kościoła katolickiego.

## Biografia
Urodziła się jako czwarte z siedmiorga dzieci swoich rodziców. Na chrzcie otrzymała imię Helena. Ojciec był szewcem. Gdy miała 2 lata przeniosła się wraz z rodziną do Wiednia-Brigittenau, gdzie spędziła dzieciństwo i uczęszczała do szkoły podstawowej. Była osobą jąkającą i mającą niewielką wadę słuchu.
W wieku 19 lat wstąpiła do Zgromadzenia Sióstr Franciszkanek Chrześcijańskiej Miłości (łac.  Congregatio Sororum Tertio Ordinis Sancti Francisci a Caritate Christiana) przyjmując imię Restytuta. 23 października 1916 złożyła śluby zakonne. Po nowicjacie zaczęła pracować w szpitalu w Neunkirchen, jako pielęgniarka. Po zakończeniu I wojny światowej od 1919 pracowała w szpitalu w Mödling. Po 1938, gdy Niemcy zaanektowały Austrię, sprzeciwiała się nowym rządom, m.in. odmówiła zdjęcia krzyży z sal szpitalnych, czego zażądali naziści. 18 lutego 1942 została aresztowana i następnie skazana na karę śmierci przez ścięcie na gilotynie. W sprawie jej uwolnienia bezskutecznie interweniował arcybiskup wiedeński kard. Theodor Innitzer. Wyrok wykonano 30 marca 1943.
Beatyfikował ją papież Jan Paweł II 21 czerwca 1998 w Wiedniu.
Wspomnienie liturgiczne obchodzone jest w Kościele katolickim w dzienną pamiątkę śmierci (30 marca). W archidiecezji wiedeńskiej wspominają bł. Restytutę 29 października.